# Омба-Бионголо, Поль
Поль Омба́-Бионголо́ (фр. Paul Omba-Biongolo; род. 28 декабря 1995, Вьен) — французский боксёр, представитель первой тяжёлой весовой категории. Выступает за сборную Франции по боксу начиная с 2015 года, участник летних Олимпийских игр в Рио-де-Жанейро, обладатель бронзовой медали чемпионата Европы, победитель турниров национального и международного значения.

## Биография
Поль Омба-Бионголо родился 28 декабря 1995 года в коммуне Вьен департамента Изер. Активно заниматься боксом начал в возрасте одиннадцати лет, проходил подготовку в боксёрском клубе в Лионе.
Впервые заявил о себе в 2013 году, выиграв бронзовую медаль на чемпионате Франции среди юниоров.
В 2015 году стал бронзовым призёром взрослого национального первенства Франции и вошёл в состав французской национальной сборной. Выступил на чемпионате мира в Дохе, где добрался только до 1/16 финала, и на Европейских играх в Баку, где остановился в 1/8 финала. Помимо этого, одержал победу на Кубке химии в Германии, на международных турнирах в Испании и Финляндии. Одна из самых значимых побед в этот период — победа над титулованным итальянцем Клементе Руссо со счётом 3:0.
На чемпионате Франции 2016 года Омба-Бионголо взял верх над всеми соперниками в первом тяжёлом весе и завоевал золотою медаль. Также он стал серебряным призёром на кубинском международном турнире «Кардова Кардин» и занял второе место на европейском олимпийском квалификационном турнире в Самсуне, где единственное поражение потерпел от представителя Великобритании Лоуренса Околи — благодаря этому удачному выступлению получил лицензию на участие в летних Олимпийских играх в Рио-де-Жанейро. На Играх, тем не менее, провёл лишь один поединок в категории до 91 кг, уже в 1/16 финала техническим нокаутом проиграл азербайджанцу Абдулкадиру Абдуллаеву и тем самым выбыл из борьбы за медали.
После Олимпиады Поль Омба-Бионголо остался в основном составе французской национальной сборной и продолжил принимать участие в крупнейших международных турнирах. Так, в 2017 году он стал бронзовым призёром чемпионата Франции и побывал на чемпионате Европы в Харькове, откуда так же привёз награду бронзового достоинства — на стадии полуфиналов был остановлен олимпийским чемпионом из России Евгением Тищенко. Кроме того, в этом сезоне завоевал золото на молодёжном европейском первенстве в Румынии, получил бронзу на турнире Альгирдаса Шоцикаса в Литве и мемориале Феликса Штамма в Польше, выступил на международном турнире в Ирландии.